# Delko
L'equip Delko (codi UCI: DKO) és un equip ciclista professional francès, amb categoria UCI ProTeam.
El 1974 es va crear a Marsella el club Vélo-Club La Pomme per part de l'exciclista Serge Bolley. A partir de l'any 2000 passa de només ser un club simplement amateur, a tenir un equip de categoria nacional. El 2011 aconsegueix esdevenir equip continental amb llicència letona.
El 2016 va aconseguir la categoria d'equip continental professional.

## Principals resultats
- Tour del País de Savoia: Daniel Martin (2007)
- Gran Premi Guillem Tell: Gatis Smukulis (2007)
- Cinturó de l'Empordà: Gatis Smukulis (2007)
- Classic Sud Ardèche: Gatis Smukulis (2008), Mauro Finetto (2017)
- Bordeus-Saintes: Gatis Smukulis (2008), Yoann Bagot (2009)
- París-Mantes-en-Yvelines: Yoann Bagot (2010)
- Volta a l'Alentejo: Evaldas Šiškevicius (2011)
- París-Camembert: Pierre-Luc Périchon (2012), Julien Loubet (2015)
- Gran Premi del Somme: Evaldas Šiškevicius (2012)
- Gran Premi d'Obertura La Marseillaise: Justin Jules (2013)
- Tour de Taiwan: Rémy Di Grégorio (2014)
- Tour de Hainan: Julien Antomarchi (2014)
- Circuit de les Ardenes: Evaldas Šiškevičius (2015)
- Quatre dies de Dunkerque: Ignatas Konovalovas (2015)
- Tour dels Aiguamolls costaners de Yancheng: Evaldas Šiškevičius (2015)
- Volta al llac Taihu: Leonardo Duque (2016)
- Volta a Aragó: Javier Moreno (2018)

### A les grans voltes
- Tour de França
  - 0 participacions

- Volta a Espanya
  - 0 participacions

- Giro d'Itàlia
  - 0 participacions

## Composició de l'equip 2021
| Ciclista                 | Data de naixement | País     | Equip any anterior                           |
| ------------------------ | ----------------- | -------- | -------------------------------------------- |
| Pierre Barbier           | 25/09/1997        | França   | NIPPO DELKO One Provence                     |
| Clément Berthet          | 02/08/1997        | França   | Neoprofessional                              |
| Clément Carisey          | 23/03/1992        | França   | Pro Immo Nicolas Roux                        |
| Lucas De Rossi           | 16/08/1995        | França   | NIPPO DELKO One Provence                     |
| Yakob Debesay            | 28/06/1999        | Eritrea  | Groupama-FDJ Continental                     |
| Alexandre Delettre       | 25/10/1997        | França   | Neoprofessional (VC Villefranche Beaujolais) |
| José Manuel Díaz Gallego | 18/01/1995        | Espanya  | NIPPO DELKO One Provence                     |
| Alessandro Fedeli        | 02/03/1996        | Itàlia   | NIPPO DELKO One Provence                     |
| Delio Fernández          | 17/02/1986        | Espanya  | NIPPO DELKO One Provence                     |
| Mauro Finetto            | 10/05/1985        | Itàlia   | NIPPO DELKO One Provence                     |
| Biniam Girmay            | 02/04/2000        | Eritrea  | NIPPO DELKO One Provence                     |
| José Gonçalves           | 13/02/1989        | Portugal | NIPPO DELKO One Provence                     |
| Eduard-Michael Grosu     | 04/09/1992        | Romania  | NIPPO DELKO One Provence                     |
| Mulu Hailemichael        | 12/01/1999        | Etiòpia  | NIPPO DELKO One Provence                     |
| Masahiro Ishigami        | 20/10/1997        | Japó     | NIPPO DELKO One Provence                     |
| August Jensen            | 29/08/1991        | Noruega  | Riwal Securitas                              |
| Justin Jules             | 20/09/1986        | França   | NIPPO DELKO One Provence                     |
| Mathias Le Turnier       | 14/03/1995        | França   | Cofidis                                      |
| Atsushi Oka              | 03/09/1995        | Japó     | NIPPO DELKO One Provence                     |
| Dušan Rajović            | 19/11/1997        | Sèrbia   | NIPPO DELKO One Provence                     |
| Eduard Prades            | 09/08/1987        | Espanya  | Movistar Team                                |
| Evaldas Šiškevicius      | 30/12/1988        | Lituània | NIPPO DELKO One Provence                     |
| Julien Trarieux          | 19/08/1992        | França   | NIPPO DELKO One Provence                     |
| Axel Zingle              | 18/12/1998        | França   | NIPPO DELKO One Provence (stagiaire)         |

## Classificacions UCI

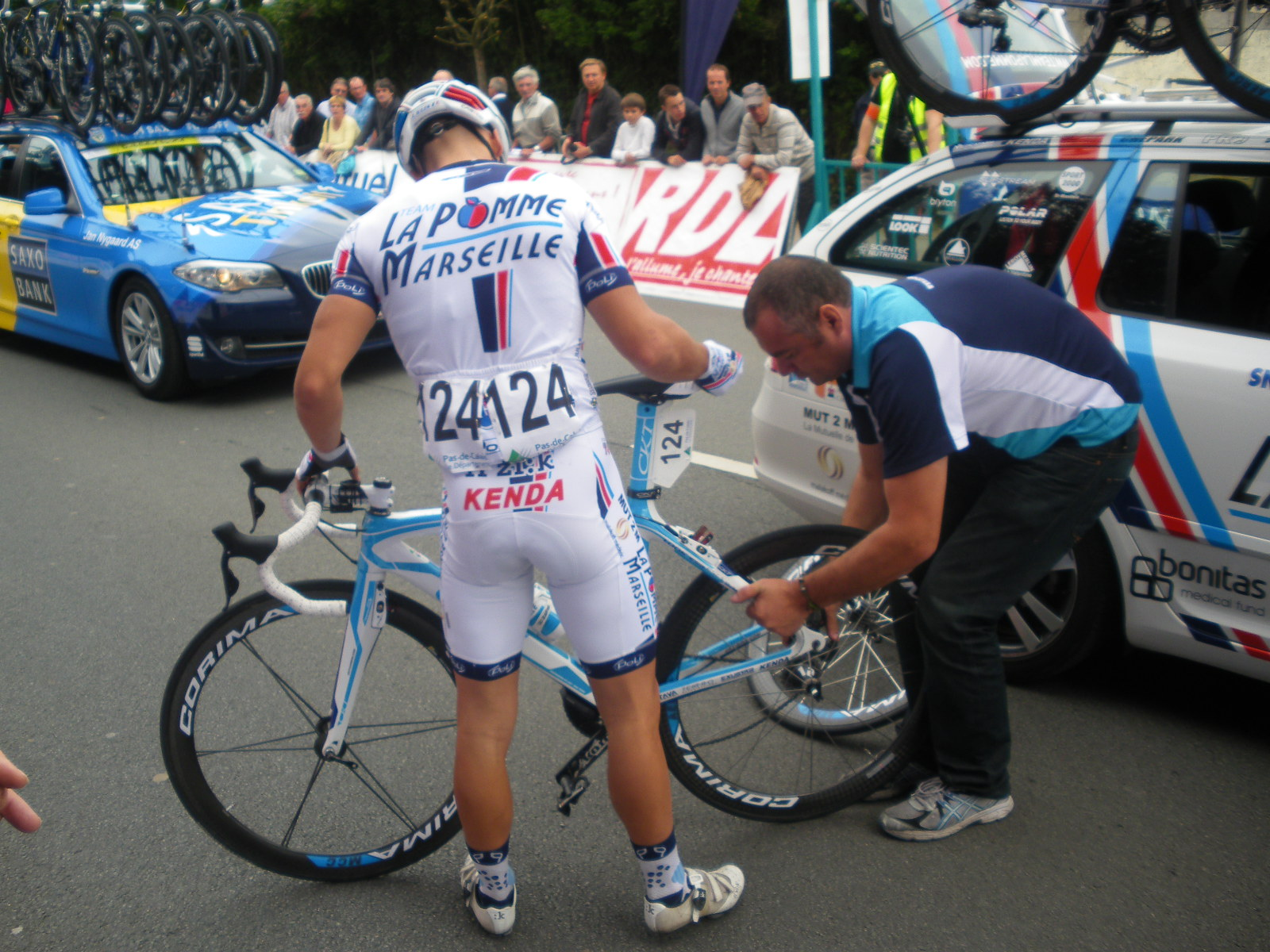
Canvi de roda a la bicicleta de Justin Jules

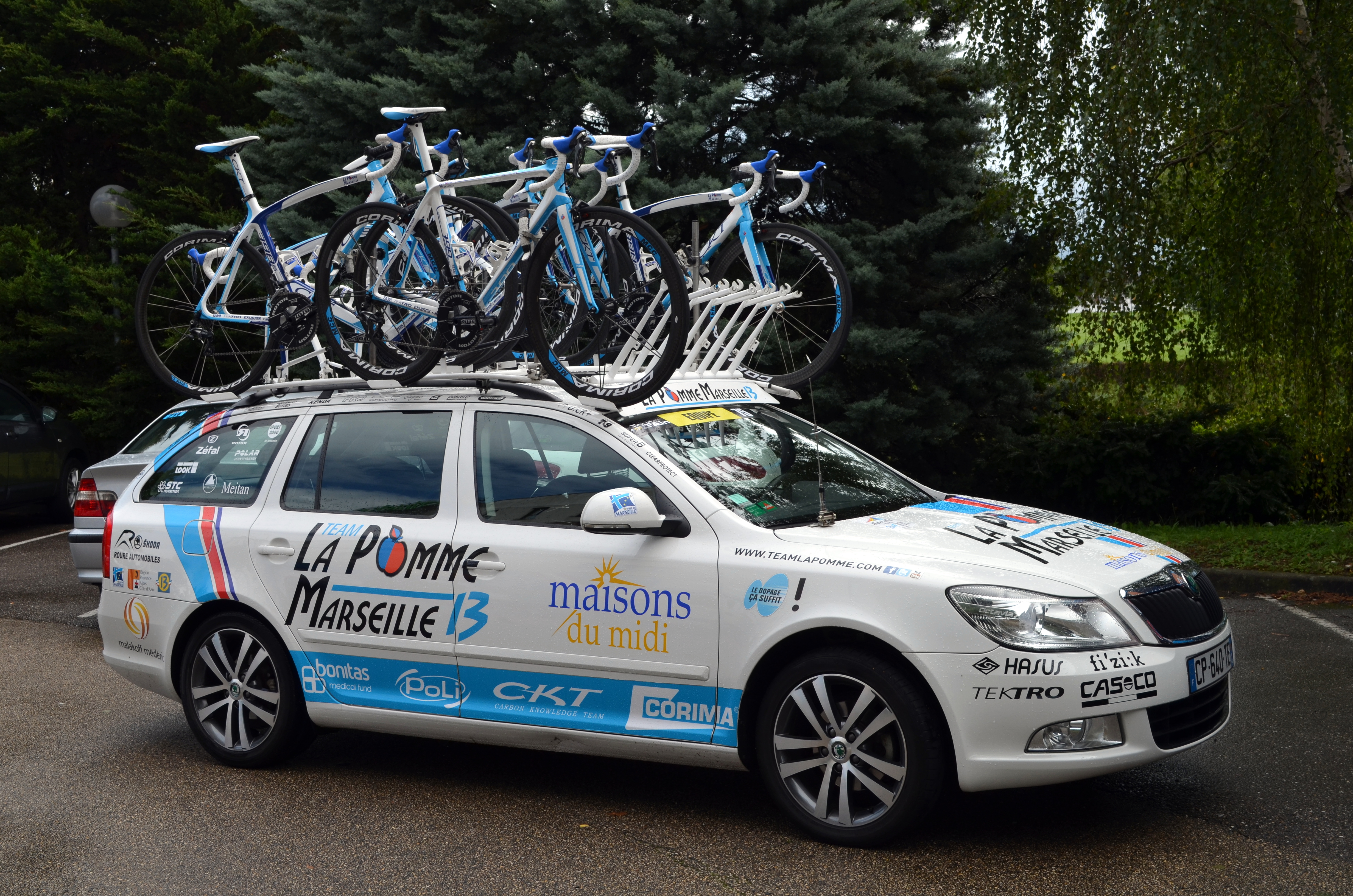
Cotxe s'assistència

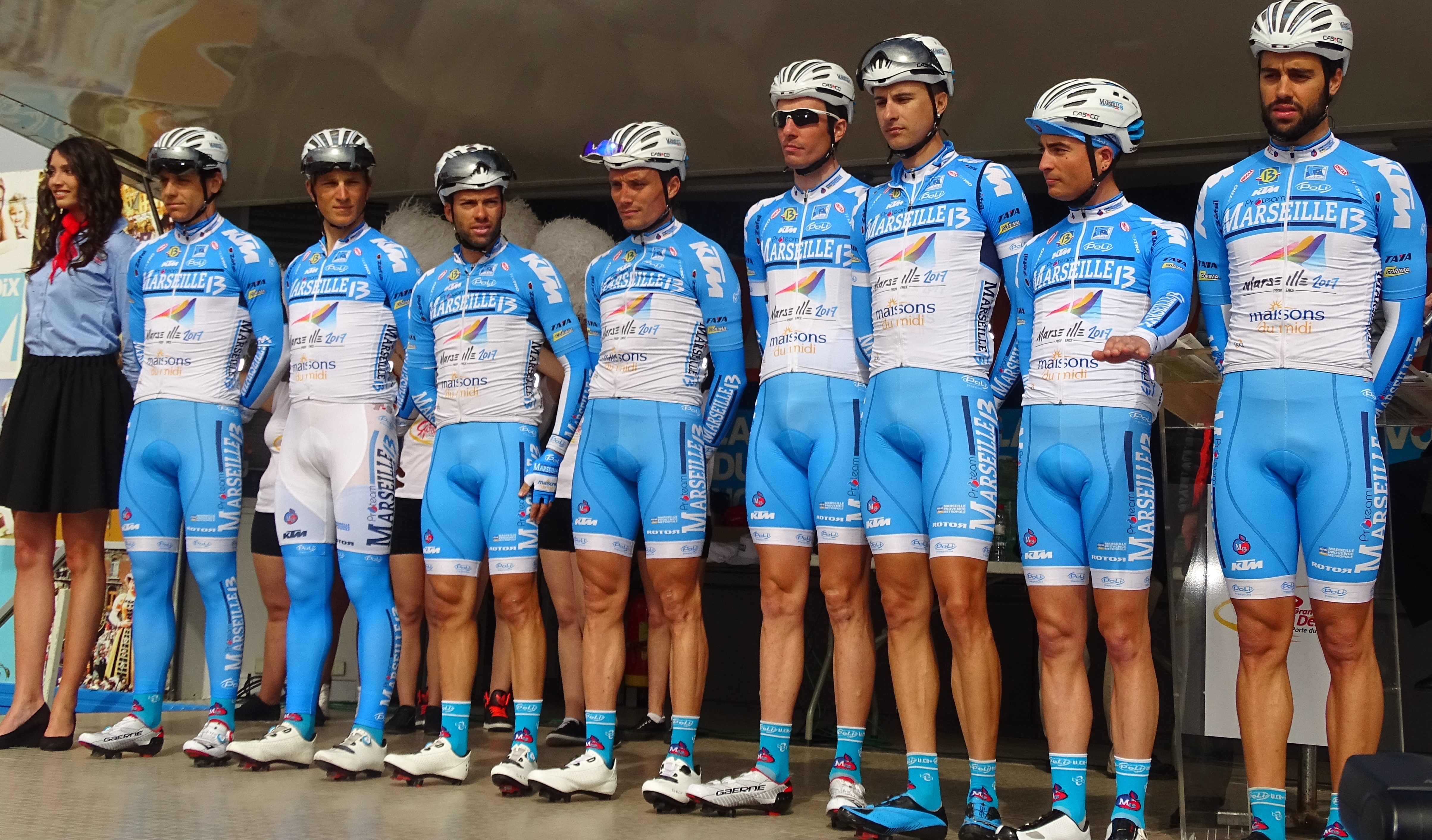
L'equip al Gran Premi de Denain de 2015

Des del 2011, l'equip participa en els Circuits continentals de ciclisme, principalment en proves de l'UCI Europa Tour.
UCI Àfrica Tour
| Temporada | Classificació per equips | Millor ciclista en la classificació individual |
| --------- | ------------------------ | ---------------------------------------------- |
| 2013      | 10è                      | Julien Antomarchi (37è)                        |
| 2017      | 18è                      | Mikel Aristi (89è)                             |
| 2018      | 2n                       | Joseph Areruya (1r)                            |
| 2019      | -                        | Joseph Areruya (23è)                           |
| 2020      | -                        | Biniam Girmay (2n)                             |

UCI Amèrica Tour
| Temporada | Classificació per equips | Millor ciclista en la classificació individual |
| --------- | ------------------------ | ---------------------------------------------- |
| 2016      | 29è                      | Daniel Díaz (115è)                             |

UCI Àsia Tour
| Temporada | Classificació per equips | Millor ciclista en la classificació individual |
| --------- | ------------------------ | ---------------------------------------------- |
| 2011      | 60è                      | Justin Jules (256è)                            |
| 2012      | 33è                      | Benjamin Giraud (52è)                          |
| 2013      | 6è                       | Benjamin Giraud (5è)                           |
| 2014      | 3r                       | Julien Antomarchi (9è)                         |
| 2015      | 18è                      | Evaldas Šiškevičius (33è)                      |
| 2016      | 94è                      | Rémy Di Grégorio (560è)                        |
| 2017      | 32è                      | Rémy Di Grégorio (80è)                         |
| 2018      | 15è                      | Javier Moreno (47è)                            |
| 2019      | -                        | -                                              |
| 2020      | -                        | Hideto Nakane (3r)                             |

UCI Europa Tour
| Temporada | Classificació per equips | Millor ciclista en la classificació individual |
| --------- | ------------------------ | ---------------------------------------------- |
| 2011      | 25è                      | Julien Antomarchi (52è)                        |
| 2012      | 30è                      | Evaldas Šiškevičius (63è)                      |
| 2013      | 17è                      | Yannick Martinez (15è)                         |
| 2014      | 34è                      | Rémy Di Grégorio (61è)                         |
| 2015      | 17è                      | Ignatas Konovalovas (31è)                      |
| 2016      | 34è                      | Delio Fernández (224è)                         |
| 2017      | 12è                      | Mauro Finetto (29è)                            |
| 2018      | 17è                      | Mauro Finetto (119è)                           |
| 2019      | 13è                      | Julien El Fares (130è)                         |
| 2020      | 4t                       | Eduard-Michael Grosu (117è)                    |

UCI Oceania Tour
| Temporada | Classificació per equips | Millor ciclista en la classificació individual |
| --------- | ------------------------ | ---------------------------------------------- |
| 2017      | 7è                       | Benjamin Dyball (9è)                           |

El 2016 la Classificació mundial UCI passa a tenir en compte totes les proves UCI. Durant tres temporades existeix paral·lelament amb la classificació UCI World Tour i els circuits continentals. A partir del 2019 substitueix definitivament la classificació UCI World Tour.
| Temporada | Classificació per equips | Millor ciclista en la classificació individual |
| --------- | ------------------------ | ---------------------------------------------- |
| 2016      | -                        | Delio Fernández (375è)                         |
| 2017      | -                        | Mauro Finetto (109è)                           |
| 2018      | -                        | Joseph Areruya (151è)                          |
| 2019      | 32è                      | Anthony Turgis (158è)                          |
| 2020      | 23è                      | Biniam Girmay (113è)                           |